# Sofia Vassilieva

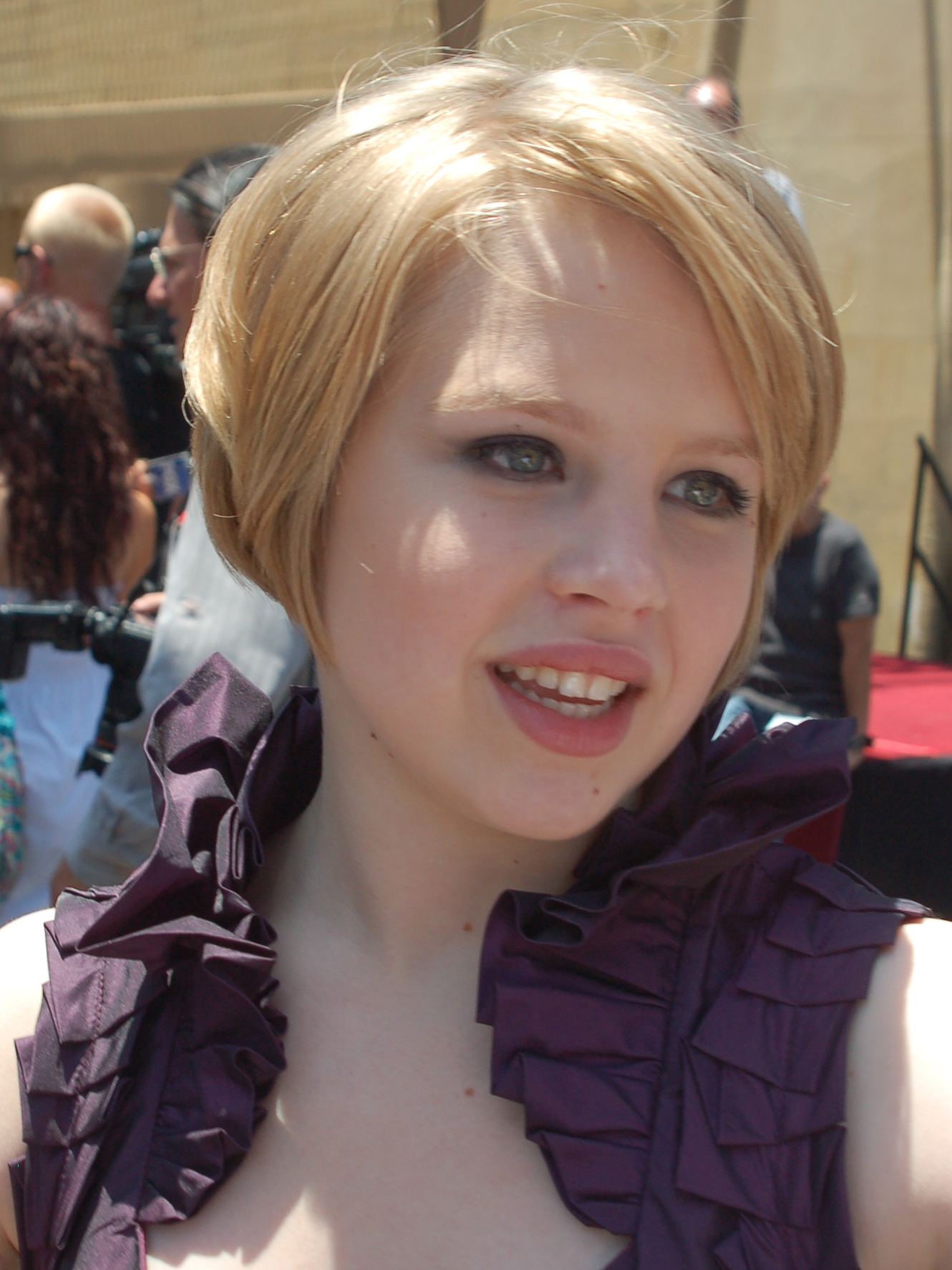
Sofia Vassilieva, 2009

Sofia Vassilieva (* 22. Oktober 1992 in Minneapolis, Minnesota; gebürtig Sofia Vladimirovna Vassilieva, russisch София Владимировна Васильева) ist eine US-amerikanische Schauspielerin.

## Leben und Leistungen
Die Schauspielerin debütierte 2001 in einer Folge der Fernsehserie The Agency – Im Fadenkreuz der C.I.A. In der Fernsehkomödie Die Brady Familie im Weißen Haus spielte sie 2002 an der Seite von Shelley Long und Gary Cole eine der größeren Rollen. In den Fernsehfilmen Eloise im Plaza-Hotel und Eloise – Weihnachten im Plaza-Hotel war sie 2003 in der Titelrolle zu sehen. Für den zweiten der beiden Filme erhielt sie 2004 eine Nominierung für einen Young Artist Award.
Von 2005 bis 2011 trat Vassilieva an der Seite von Patricia Arquette in der Fernsehserie Medium – Nichts bleibt verborgen auf. Diese Rolle brachte ihr im Jahr 2006 einen weiteren Young Artist Award ein. 2009 war sie in dem Filmdrama Beim Leben meiner Schwester zu sehen, in dem sie ein krebskrankes Mädchen spielte. Diese Rolle übernahm sie, nachdem die zuerst dafür vorgesehene Dakota Fanning nach Angaben der New York Post nicht bereit war sich die Haare abzurasieren.

## Filmografie (Auswahl)

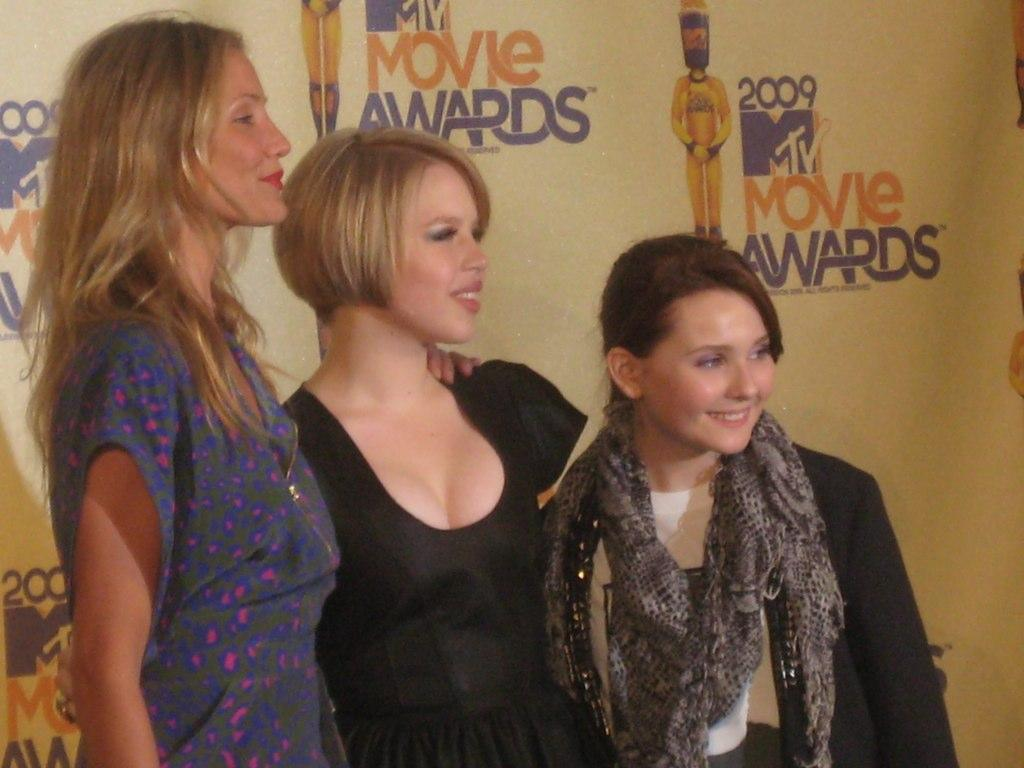
Mit Cameron Diaz (links) und Abigail Breslin (rechts) bei den MTV Movie Awards 2009

- 2002: Die Brady Familie im Weißen Haus (The Brady Bunch in the White House)
- 2003: Eloise im Plaza Hotel (Eloise at the Plaza)
- 2003: Inhabited
- 2003: Eloise – Weihnachten im Plaza-Hotel (Eloise at Christmastime)
- 2005–2011: Medium – Nichts bleibt verborgen (Medium, Fernsehserie, 130 Episoden)
- 2007: Day Zero
- 2009: Hurt
- 2009: Beim Leben meiner Schwester (My Sister’s Keeper)
- 2011, 2013: Law & Order: Special Victims Unit (Fernsehserie, 2 Episoden)
- 2013: Nennt mich verrückt! (Call Me Crazy: A Five Film, Fernsehfilm)
- 2015: Stalker (Fernsehserie, Episode 1x15)
- 2016: Lucifer (Fernsehserie, Episode 1x03)
- 2017–2018: Supergirl (Fernsehserie, 2 Episoden)
- 2018: Black Lightning (Fernsehserie, 2 Episoden)
- 2018: S.W.A.T (Fernsehserie, Folge 2x07)
- 2019: Eine wie Alaska (Looking for Alaska, Fernsehserie, 8 Episoden)
- 2021: The Little Things
- 2023: Blue Bloods – Crime Scene New York (Blue Bloods, Fernsehserie, Folge 13x16)
- 2024: Here's Yianni!
- 2025: Duster (Fernsehserie)